# Erradicación del castor en Tierra del Fuego

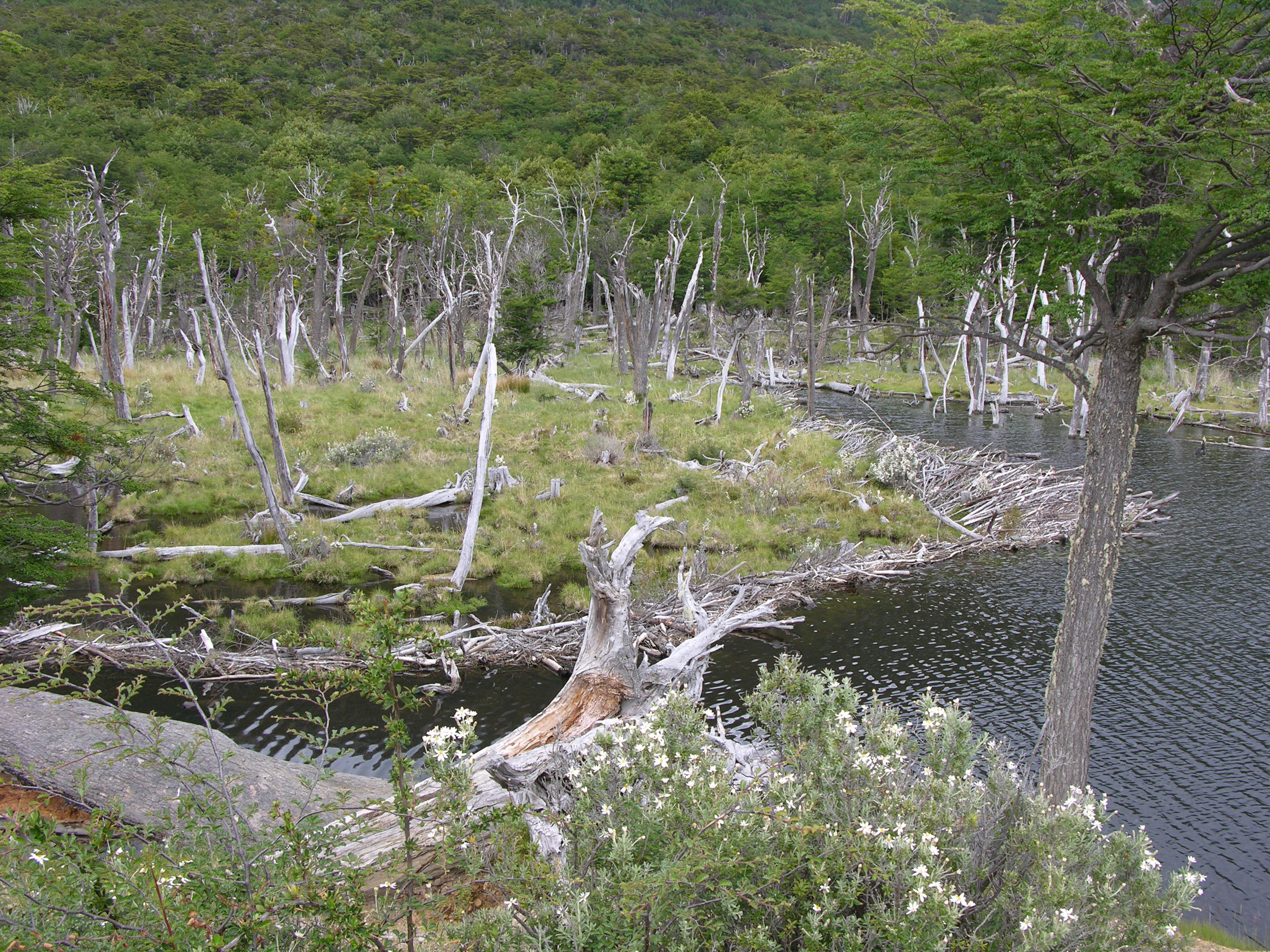
Árboles destruidos por castores construyendo un dique.

La erradicación del castor norteamericano en Tierra del Fuego se está intentando por los gobiernos de Chile y Argentina en esta área en el extremo sur de América del Sur. La especie no nativa se introdujo en 1946 como una fuente potencial de comercio de pieles. Sin embargo, cuando se abandonó la industria del comercio de pieles en la isla, los castores se convirtieron en un problema, una plaga, ya que se dejó de tener control sobre su población. Es por este motivo que los gobiernos de turno involucrados decidieron intervenir. Un informe de NPR declaró que los castores habían causado millones de dólares en daños. De acuerdo con la revista Nature, este plan es el proyecto de erradicación más grande jamás intentado.

## Antecedentes e historia
En 1946, el gobierno argentino importó cincuenta castores de Canadá, que se lanzarían en el lago Fagnano con la intención de crear una industria comercial peletera. Aunque una industria viable finalmente no se materializó, la introducción de los castores en la región ha tenido consecuencias de largo alcance.

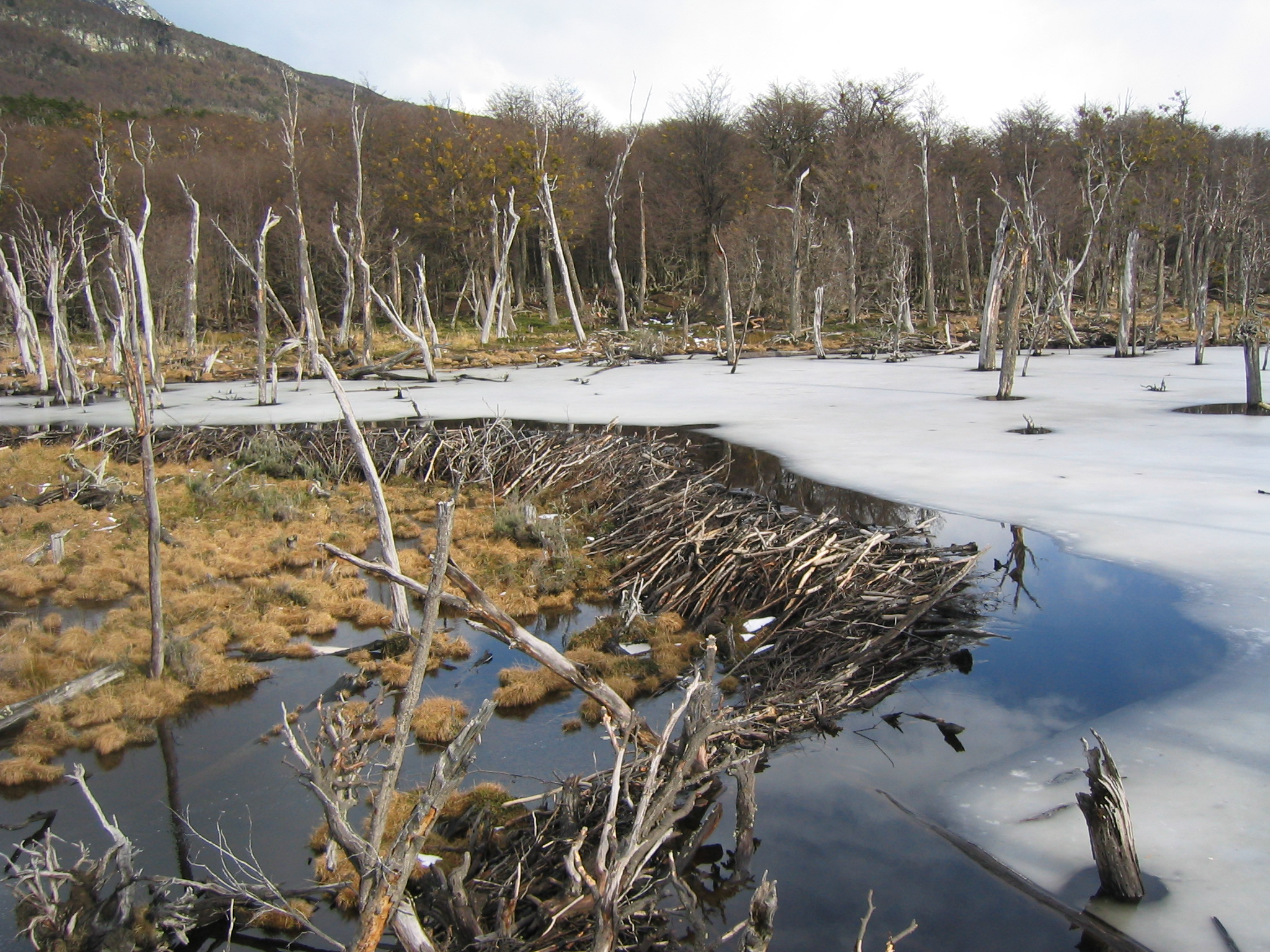
Dique de castor en Tierra del Fuego

Los castores norteamericanos no tienen depredadores naturales en el área. En sus hábitats nativos como Canadá, los osos y coyotes se aprovechan de los castores y mantienen a la población bajo control. Un observador señaló que cualquiera que esté considerando importar castores también debería importar osos, que son los depredadores naturales de los castores. Según un informe de la NPR de junio del 2011, 200,000 castores viven en el área. Otro informe pone el número en exceso de 100,000, y establece el nivel de destrucción como similar al de las excavadoras que azotan el área.
El parque nacional Tierra del Fuego en Argentina está especialmente amenazado, ya que los castores están destruyendo árboles protegidos durante mucho tiempo. Los animales se han extendido más allá de Tierra del Fuego hasta la península de Brunswick en Chile, y el gobierno teme una mayor penetración en América del Sur continental. Los castores ya amenazan alrededor de dieciséis millones de hectáreas de bosque indígena. A diferencia de muchos árboles de Norteamérica, los árboles de Sudamérica no suelen rebrotar cuando se cortan, destruyendo el bosque.
Además de talar árboles, los castores crean represas que inundan ciertas áreas y por lo tanto ahogan otros árboles y vegetación. Las inundaciones de las represas de castores también dañan las carreteras y los pastizales. El ecologista Christopher Anderson, profesor de la Universidad de Magallanes, dijo: "El cambio en la parte boscosa de este bioma es la mayor alteración a nivel de paisaje en el Holoceno, es decir, aproximadamente 10.000 años".
Una encuesta de 2017 entre los administradores e investigadores de tierras de Tierra del Fuego muestra un apoyo significativo a la erradicación de los castores y la restauración del paisaje. El apoyo a la erradicación es más fuerte entre los gerentes, mientras que el apoyo a la restauración es más fuerte entre los investigadores.

## Métodos
Algunos guardaparques usan trampas de acero que se cierran sobre la cabeza del animal y lo matan instantáneamente. Los particulares reciben recompensas por atrapar castores, aunque el éxito ha sido difícil de alcanzar. Los funcionarios del gobierno planean traer tramperos profesionales que tengan perros especializados y usar helicópteros y botes para moverse en frentes rodantes. Los esfuerzos han sido sometidos a estudio científico.